# Италианци
Италианците са романоезичен народ с обща численост между 120 и 140 000 000 души, което прави около 2% от населението на света.

## Географско разположение
Италианците са мнозинството от населението в Италия (94%), Аржентина (50%), Сан Марино и Ватикана.

## Произход
Първоначално Италия е била населена от племената италики, най-голямото сред тях племе са били латините. В древността италиките създават Римската империя.